# 円頂寺
円頂寺（圓頂寺、えんちょうじ）は、岐阜県恵那市上矢作町本郷にある曹洞宗の寺院。山号は寶林山。恵那三十三観音霊場十五番。

## 歴史
寛永年間（1622年 - 1644年）に徳翁秀用が開山したという説。　
明暦年間（1655年 - 1658年）に岩村の盛巌寺五世の天叟全龍が開山したとする二つの説がある。
二世住持は快信と伝わる。
当初は今の場所ではなく河原近くの寺井口に存在したが、寛文8年（1668年）に水害より荒廃したために、
貞享3年（1686年）に武儀郡神渕村の龍門寺の満州和尚の指揮の下で現在地に移転し、檀家が協力して再建を達成した。
元禄16年（1703年）の『上村並枝郷指出帳』には、次の様に記されている。
　とあり大きな建物であったことがわかる。
満州和尚は、後に木実山に庵を結んで住み、元禄14年（1701年）に遷化した。
現在も、木実に卍庵洞という地名や、満州和尚座禅石と称する遺跡が残っている。
寺の開山堂にある江戸時代作の龍の天井絵八方睨みの龍は元は岩村城にあったもので、廃城の際に圓頂寺に移されたものである。
また明治元年（1868年）の神仏分離令により廃寺とされた真言宗当山派の大船寺で祀られていた覚林坊(飯縄権現/烏天狗)・木造聖観音菩薩坐像・木造三十三応現神立像を萬光寺と交代で保管している。
木造聖観音菩薩坐像は、串原の中山観音と、かつて矢作川を越えた南側に存在した小馬寺で祀られていた十一面観音立像と、同じ一木から彫り出された三体の一つであったという。
檀家は、島・本郷・飯田洞の3集落である。

## 指定文化財・天然記念物

### 恵那市指定文化財
- (絵画)　八方睨みの龍の絵天井 江戸時代中期
- (彫刻)　木造観音菩薩坐像 江戸時代後期
- (彫刻)　木造聖観音菩薩坐像 江戸時代前期
- (彫刻)　木造薬師如来立像 江戸時代
- (彫刻)　木造飯綱権現立像 寛文3年（1663年） ※萬光寺と交代で保管
- (彫刻)　木造聖観音菩薩坐像 体幹部と後頭部は平安時代、その他の部分は江戸時代前期 ※萬光寺と交代で保管
- (彫刻)　木造三十三応現神立像 ※萬光寺と交代で保管

## 関連リンク
- 円頂寺の天井絵「八方にらみの龍」恵那市公式観光サイト　え～な恵那